# 1632 a tudományban
Az 1632. év a tudományban és a technikában.

## Csillagászat
- Megalapítják a világ első hivatalos obszervatóriumát a Hollandiai Leiden városában.

## Oktatás
- Észtországban megalapítják a Tartui Egyetemet

## Publikációk
- megjelenik Galileo Galilei leghíresebb műve, a Dialogo dei due massimi sistemi del mondo, ami miatt utóbb perbe fogják

## Születések
- október 20. – Christopher Wren építész, matematikus és csillagász († 1723)
- október 24. – Antonie van Leeuwenhoek a mikroszkópia úttörője († 1723)

## Halálozások
- január 31. – Joost (Jobst) Bürgi matematikus és órásmester (* 1552)
- 1632 körül – Zacharias Jansen holland üvegműves, optikus, a mikroszkóp és a teleszkóp feltalálója (* 1580) körül